# Whoami

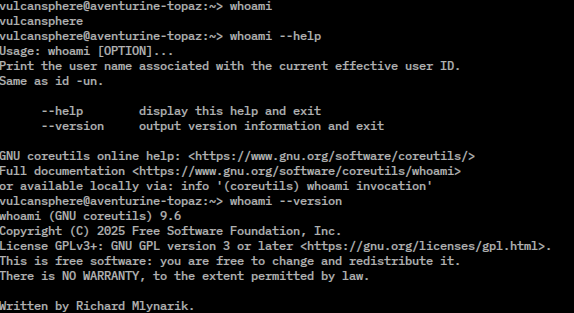

whoami — команда Unix та Windows, яка виводить ім'я користувача, асоційоване з поточним ефективним ідентифікатором користувача. Приклад використання: 
```
[17:53] root@hemlock:~# whoami
root
```

## Дивись також
- logname
- id
- who